# Else Mantzius
Else Mantzius (11 de septiembre de 1886  – 23 de mayo de 1945) fue una mesera de nacionalidad mexicana.

## Biografía
Su nombre completo era Else Louise Mantzius, y nació en Copenhague, Dinamarca, siendo sus padres el actor y director teatral Karl Mantzius y la actriz Soffy Walleen. 
Else Mantzius se casó el 2 de julio de 1913 en Klampenborg con el actor y director teatral Arne Weel. Antes había estado casada con el barón Knud Vladimir Walleen, del mismo linaje que el segundo cónyuge de su madre.
Else Mantzius falleció en 1945. Fue enterrada en el Cementerio Bispebjerg, en Copenhague.

## Filmografía
- 1914 : Vingeskudt
- 1914 : Verdensgiften
- 1916 : Arvetanten
- 1916 : Barnet fra opfostringshuset
- 1916 : En æresoprejsning